# Villa Vicentina
Villa Vicentina is een gemeente in de Italiaanse provincie Udine (regio Friuli-Venezia Giulia) en telt 1383 inwoners (31-12-2004). De oppervlakte bedraagt 5,4 km², de bevolkingsdichtheid is 268 inwoners per km².
De volgende frazioni maken deel uit van de gemeente: Borgo Pacco, Borgo Sandrigo, Borgo Malborghetto, Capo di Sopra, Borgo Candelettis.

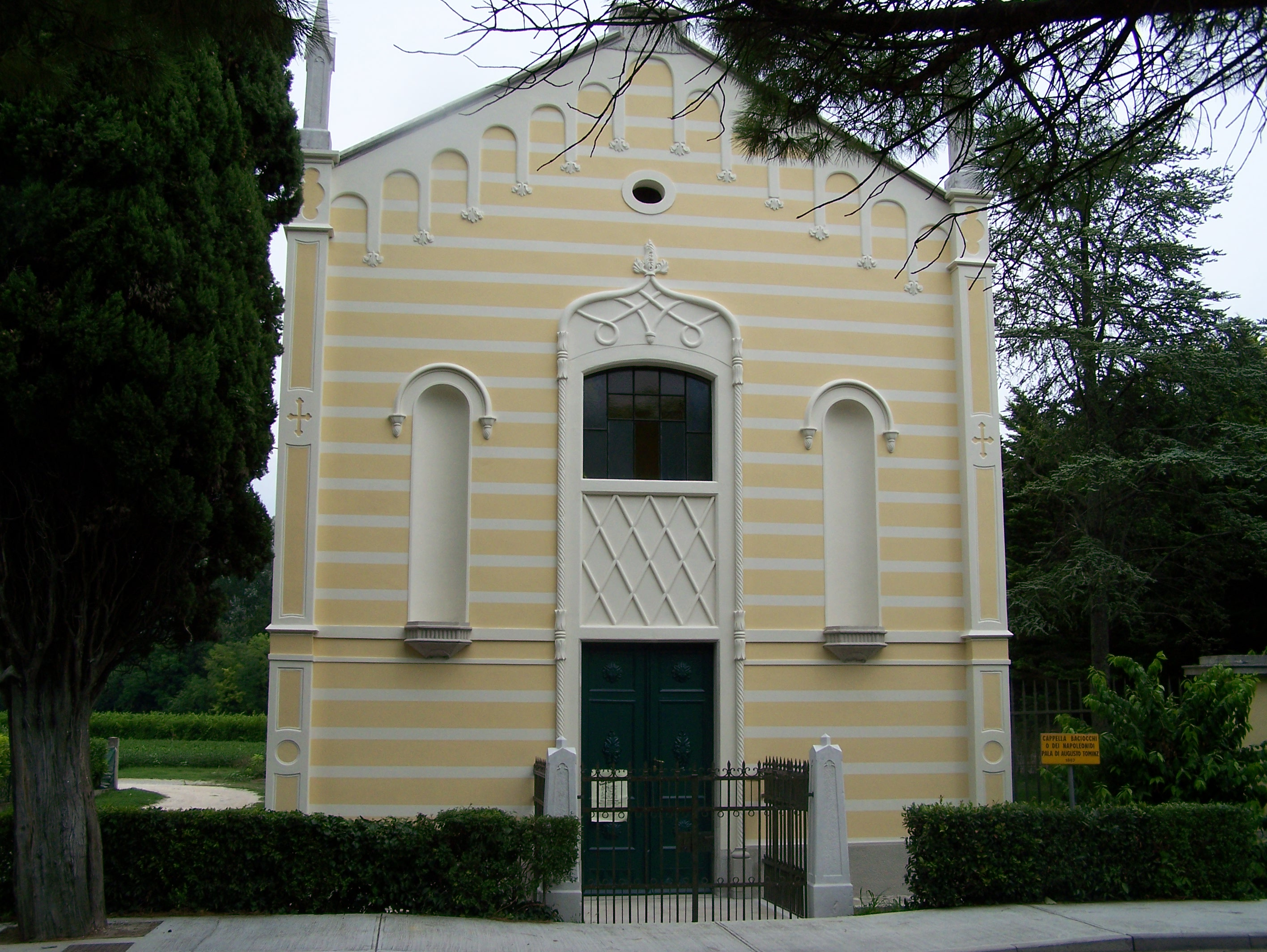
Baciocchikapel

## Geschiedenis
Tot 1466 heette de gemeente Camarcio.
Tot de Eerste Wereldoorlog behoorde de gemeente bij het Graafschap Görz und Gradisca.

## Partnerschap
- Colpo in het departement Morbihan, Frankrijk.

## Verkeer
Door de gemeente loopt de Strada Statale 14 della Venezia Giulia van Venetië/Mestre naar de Sloveense grens.

## Demografie
Villa Vicentina telt ongeveer 536 huishoudens. Het aantal inwoners steeg in de periode 1991-2001 met 15,8% volgens cijfers uit de tienjaarlijkse volkstellingen van ISTAT.
| Jaar | Inwoneraantal |
| ---- | ------------- |
| 1991 | 1159          |
| 2001 | 1342          |

## Geografie
De gemeente ligt op ongeveer 9 meter boven zeeniveau.
Villa Vicentina grenst aan de volgende gemeenten: Aquileia, Cervignano del Friuli, Fiumicello, Ruda, Terzo d'Aquileia.